# Ornithoglossum
Ornithoglossum Salisb. – rodzaj ziemnopączkowych roślin zielnych z rodziny zimowitowatych, obejmujący 8 gatunków występujących w południowej Afryce.

## Morfologia
ŁodygaPędem podziemnym jest niemal kulista lub jajowata bulwa pędowa okryta tuniką. Pęd naziemny wzniesiony, prosty lub rozgałęziony.
LiścieUlistnienie naprzeciwległe. Liście siedzące, u nasady okalające pęd, równowąskie do lancetowatych.
KwiatyKwiaty promieniste, gwiazdowate lub kubkowate, rzadziej grzbieciste, zwykle zwisłe na smukłych szypułkach, zebrane w grono wsparte liściastą podsadką. Listki okwiatu wolne, żółte, kremowe, zielone, brązowe lub purpurowe, często dwukolorowe, u nasady z kieszonkowatym gruczołem miodnikowym. Pręciki dłuższe od listków okwiatu, lekko nabrzmiałe w środkowym odcinku nitki. Zalążnia kulista, jajowata lub podługowata, trójkomorowa, przechodząca w trzy szyjki słupka.
OwoceKuliste do podługowatych torebki. Nasiona kuliste, brązowe.
GenetykaLiczba chromosomów 2n=24.

## Systematyka i zmienność
Pozycja rodzaju według Angiosperm Phylogeny Website (aktualizowany system APG IV z 2016)Rodzaj należy do plemienia Colchiceae w rodzinie zimowitowatych (Colchicaceae), która należy do rzędu liliowców (Liliales).
Gatunki
- Ornithoglossum calcicola K.Krause & Dinter
- Ornithoglossum dinteri K.Krause
- Ornithoglossum gracile B.Nord.
- Ornithoglossum parviflorum B.Nord.
- Ornithoglossum undulatum Sweet
- Ornithoglossum viride (L.f.) Dryand. ex W.T.Aiton
- Ornithoglossum vulgare B.Nord.
- Ornithoglossum zeyheri (Baker) B.Nord.

## Zagrożenie i ochrona
Ornithoglossum calcicola uwzględniona jest w Południowoafrykańskiej Czerwonej Liście Roślin ze statusem LC (mniejszej troski). Ornithoglossum gracile ujęta została w Interim Red Data List of South African Plant Taxa ze statusem NT (bliskie zagrożenia).